# Rue des Telliers
La rue des Telliers est une voie située en plein cœur de Reims.

## Situation et accès
Elle relie la place Loubet par une voie à sens unique à la rue du Cadran-Saint-Pierre.

## Origine du nom
Elle porte ce nom depuis le XVIIe siècle en rapport avec le teillage du chanvre, présent depuis le XIIIe et qui faisait la renommée de la ville.

## Historique

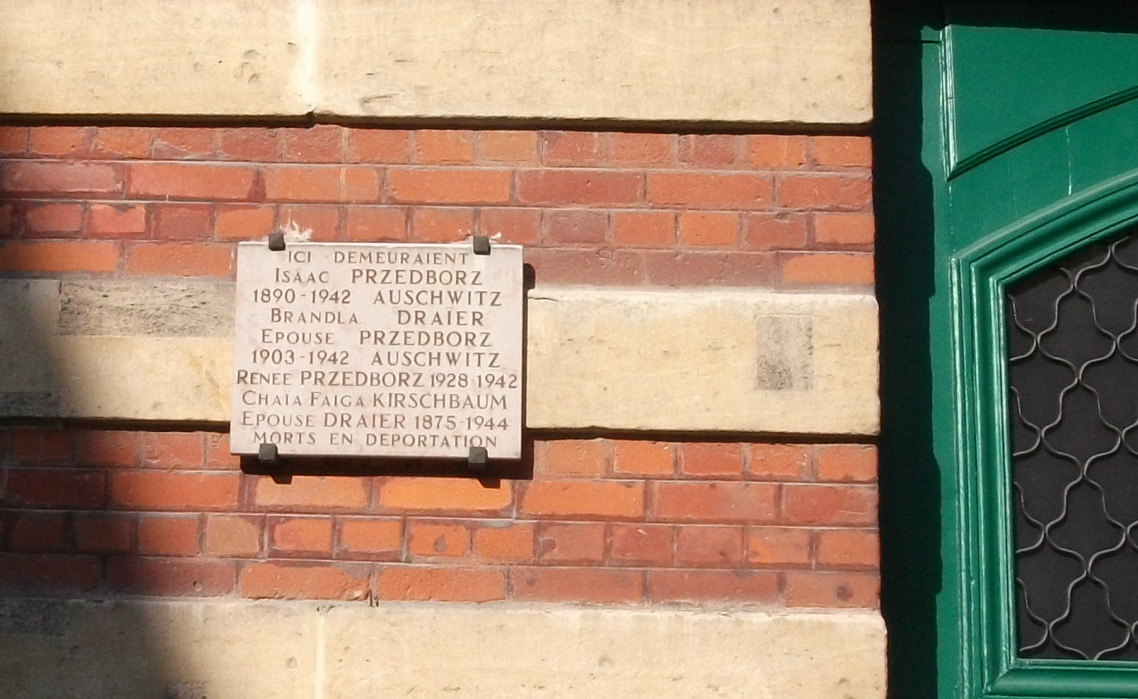
Plaque commémorative des déportations,
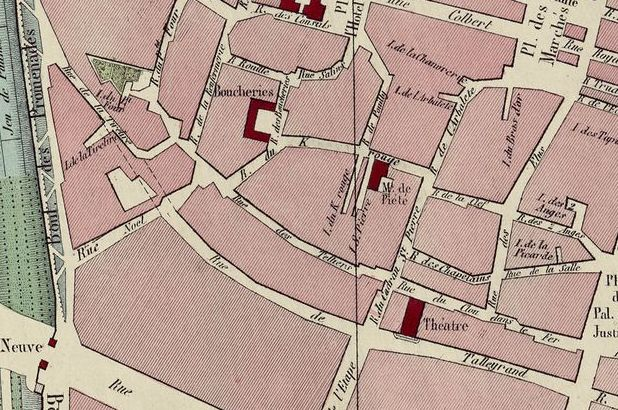
Sur le plan Héteau de 1844, bibliothèque Carnegie (Reims).

## Bâtiments remarquables et lieux de mémoire

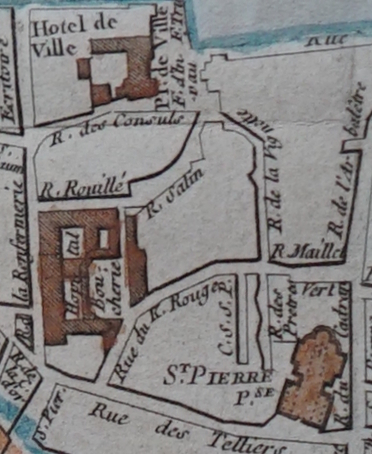
L'entrée de l'ancienne église Saint-Pierre-le-Vieil se faisait par la rue des Telleirs, bibliothèque Carnegie (Reims).